# Hartă locală
În matematici, mai precis în topologie și în geometria diferențială, o hartă locală a unei varietăți topologice sau a unei varietăți diferențiale este o parametrizare a unei mulțimi deschise a acestei varietăți printr-o mulțime deschisă a unui spațiu Banach. 
Un atlas este o familie de hărți locale compatible care acoperă această varietate.